# Intensivtagebuch
Ein Intensivtagebuch ist eine Dokumentation für bewusstseinsgestörte Menschen in intensivmedizinischer Versorgung, die von ihren Behandlern und auch Angehörigen verfasst wird. In dieser werden tägliche Entwicklungen und Vorkommnisse ebenso festgehalten wie die zur Krankenhausaufnahme führenden Umstände. Das Tagebuch wird dem Patienten bei Entlassung von Intensivstation (ITS) ausgehändigt und kann von ihm gelesen werden. Mit dem Tagebuch soll dem Patienten ermöglicht werden, die belastende Erfahrung einer intensivmedizinischen Behandlung besser zu verarbeiten und negative psychische Langzeitfolgen zu reduzieren.
Das Konzept stammt aus Skandinavien und ist auf dortigen Intensivstationen weit verbreitet. In Deutschland wurden Intensivtagebücher erstmals 2008 eingesetzt, flächendeckende Anwendung finden sie nicht.
In Studien wird eine positive Auswirkung der Tagebücher auf posttraumatischen Stress angeführt. Dies konnte bei beatmeten Patienten in einer randomisierten kontrollierten Studie in Hinblick auf die Entwicklung von Symptomen einer posttraumatischen Belastungsstörung (PTBS) nicht bestätigt werden. Ein Cochrane-Review aus dem Jahr 2014 zeigte keine ausreichenden Belege für einen positiven Einfluss auf die psychischen Langzeitfolgen bei Betroffenen und Angehörigen. Eine weitere Metaanalyse konnte ebenfalls keinen Einfluss von Intensivtagebüchern auf die Entwicklung von Symptomen einer posttraumatischen Belastungsstörung nachweisen, gibt aber eine Reduktion von Angstsymptomen und Depressionen in Folge eines ITS-Aufenthaltes an.